# Gattaca
Gattaca ist ein US-amerikanischer dystopischer Science-Fiction-Film aus dem Jahr 1997 mit Ethan Hawke, Uma Thurman und Jude Law in den Hauptrollen. Regie führte Andrew Niccol, der auch das Drehbuch verfasste. Der Cyberpunk-Film startete am 9. Juli 1998 in den deutschen Kinos.
Als Vertreter des Subgenres Biopunk setzt sich Gattaca mit Fragen der genetischen Diskriminierung so differenziert auseinander, dass der Film nicht nur für universitäre Einführungen in den Themenbereich Biopunk, Bioethik und die Wissenschaft der Genmanipulation genutzt wird, sondern auch Jahrzehnte später noch aktuell ist.

## Handlung
In einer „nicht allzu weit entfernten Zukunft“ ist es möglich, mittels DNS-Analyse des menschlichen Erbguts Veranlagungen für alle erdenklichen Krankheiten, für geistige und physische Fähigkeiten sowie die Lebenserwartung zu ermitteln. Nachwuchs wird fast nur noch per In-vitro-Fertilisation gezeugt und anschließend mittels Präimplantationsdiagnostik selektiert. Die wenigen noch auf natürliche Weise Gezeugten nennt man zwar euphemistisch „Gotteskinder“, in Wahrheit hält man sie jedoch für „invalid“, d. h. in jeder Hinsicht minderbemittelt. Diskriminierung aus genetischen Gründen ist zwar offiziell verboten, aber dessen ungeachtet werden die „Invaliden“ von der modernen Hochleistungsgesellschaft gnadenlos ausgegrenzt und bilden die neue Unterschicht.
Bei der Geburt des Protagonisten Vincent Freeman liest die Krankenschwester nach einem sofort durchgeführten Bluttest vor, welche gesundheitlichen Risiken ihn in seinem Leben erwarten – unter anderem ein schwaches Herz und eine niedrige Lebenserwartung. Anders als bei seinem jüngeren Bruder Anton haben sich seine Eltern entschieden, keine Selektion anzuwenden. Zwischen den Brüdern entwickelt sich eine ständige Rivalität. Anton glaubt fest an seine genetische Überlegenheit und kann sie bei ihren kindlichen Kraft- und Ausdauerproben auch stets beweisen. Trotzdem stellt sich Vincent der Herausforderung hartnäckig immer wieder, und eines Tages ist tatsächlich er es, der ein Wettschwimmen auf offenem Meer gewinnt: Der Bruder erleidet einen Schwächeanfall und ging unter, Vincent rettet ihn. Bald darauf trennen sich ihre Lebenswege.
Schon früh begeistert sich Vincent für die Raumfahrt, wenngleich eine Astronautenkarriere für ihn ein unerfüllbarer Traum bleiben muss. Zwar ist seine Intelligenz hervorragend, nichts deutet auf die prognostizierten Herzprobleme hin, und seine Kurzsichtigkeit lässt sich leicht mit Kontaktlinsen korrigieren, doch bei der Berufswahl zählen praktisch nur noch die genetischen Daten. So bleibt ihm nach diversen Ablehnungen tatsächlich nur ein Job als Gebäudereiniger. Allerdings gibt es inzwischen illegale Mittel und Wege, um das genetische Handicap zu unterlaufen. Ein obskurer Vermittler bringt Vincent mit dem ehemaligen Weltklasseathleten Jerome Eugene Morrow zusammen, der bereit ist, seine Identität zu verkaufen. Jerome ist durch einen Unfall gehbehindert und muss einen Rollstuhl nutzen, sodass ihm sein unübertrefflicher genetischer Quotient nichts mehr nützt. Stattdessen braucht er Geld, um seinen luxuriösen Lebensstil fortführen zu können.
Mit Jeromes Identität bekommt Vincent problemlos einen Ausbildungsplatz beim Raumfahrtunternehmen Gattaca. Als er noch bei der Putzkolonne arbeitete, hatte er bereits jede Gelegenheit genutzt, die scharfen Sicherheitsvorkehrungen auszuspähen. Für die häufigen Tests und Kontrollen versorgt Jerome ihn nun ständig mit Urin- und Blutproben, sogar mit aufgezeichneten Belastungs-EKGs. Mittels ausgeklügelter Vorrichtungen gelingt es Vincent, den wachsamen Blick des Raumfahrtmediziners Doktor Lamar zu täuschen. Natürlich darf er auch keine Spuren seiner eigenen Identität wie z. B. Haare oder Hautzellen hinterlassen, was eine äußerst penible Körperpflege erfordert. Als Lohn aller Mühen winkt die verlockende Aussicht, am ersten bemannten Flug zum Saturnmond Titan teilzunehmen.
Noch komplizierter wird es für Vincent, als er sich in die Mitarbeiterin Irene verliebt. Nie könnte er ihr sein Geheimnis offenbaren, da er durch seinen Betrug inzwischen allen Anforderungen entspricht, während sie, obwohl genetisch selektiert und nicht weniger ehrgeizig als er, allein wegen einer geringfügigen Herzschwäche abgelehnt wurde. Überdies ist es auch unter Verliebten üblich, vom potentiellen Partner heimlich eine Genanalyse anfertigen zu lassen. Deshalb muss Vincent jetzt noch vorsichtiger sein und sein Umfeld gezielt mit genetischem Material von Jerome präparieren.
Damit nicht genug. Ein leitender Gattaca-Mitarbeiter wurde ermordet, und die Polizei findet die genetische Spur eines dort nicht registrierten Invaliden – eine Wimper, die Vincent trotz aller Vorsicht verlor. Sofort konzentrieren sich die Ermittlungen darauf, denn Invaliden wird auch eine Neigung zu Gewalttätigkeit nachgesagt. Schlimmer noch: Der zuständige Ermittler ist ausgerechnet Vincents Bruder Anton. Glücklicherweise erkennt der ihn vorerst nicht, da Vincent sein Aussehen verändert hat und Anton ihn auch längst an seinem Herzfehler gestorben glaubt. Dennoch zieht sich die Schlinge allmählich immer enger. Vincents einzige Chance ist der unabänderliche Zeitplan des Raumfluges, der ungeachtet der laufenden Ermittlungen starten wird.
Dass die Polizei den Täter schließlich findet und die Untersuchung einstellt, bedeutet für Vincent noch keine Rettung. Trotz verzweifelter Täuschungsmanöver ist sein Doppelleben inzwischen sowohl von Irene als auch von Anton durchschaut worden. Irene ringt sich mühsam Verständnis ab und verrät ihn nicht, Anton hingegen will den Betrug auf keinen Fall dulden. Wieder kommt es zu einem erbitterten Kräftemessen, und wiederum muss sich Anton angesichts der extremen Willensstärke und Risikobereitschaft seines „invaliden“ Bruders geschlagen geben. Daraufhin schweigt auch er und lässt Vincent gewähren. Nun steht dessen Traum nichts mehr im Wege.
Unmittelbar vor dem Start macht ein letzter Test, auf den Vincent nicht vorbereitet war, scheinbar alles zunichte. Doch Doktor Lamar bescheinigt ihm lächelnd den Status „valid“. Offenbar wusste er schon lange von Vincents falscher Identität und half ihm unbemerkt bei der Verschleierung. Der Grund: Sein eigener Sohn ist trotz Selektion „nicht ganz so geworden, wie man es versprochen hat“, aber Vincents Beispiel gab ihm Hoffnung, dass er trotzdem erreichen kann, was er will.
Auch für Jerome bedeutet Vincents Erfolg eine Erfüllung, auf die er zuvor nicht mehr hoffen konnte. Anfangs noch zynisch, depressiv und zuweilen gefährlich nachlässig, macht er Vincents Sache zunehmend zu seiner eigenen und treibt ihn zuletzt sogar entscheidend voran. Beim Abschied zeigt er Vincent einen enormen Vorrat an Blut- und Urinproben, der nach dessen Rückkehr für lange Zeit ausreichen wird. Nachdem die Rakete gestartet ist und nichts mehr für ihn zu tun bleibt, setzt Jerome seinem Leben ein Ende.

## Besetzung und Synchronisation
Die deutschsprachige Synchronisation des Films entstand bei der Hermes Synchron. Verfasser des Dialogbuchs und auch Dialogregisseur war Lutz Riedel.
| Rolle                              | Darsteller         | Synchronsprecher   |
| ---------------------------------- | ------------------ | ------------------ |
| Vincent Freeman                    | Ethan Hawke        | Andreas Fröhlich   |
| Irene Cassini                      | Uma Thurman        | Petra Barthel      |
| Jerome Eugene Morrow               | Jude Law           | David Nathan       |
| Direktor Josef                     | Gore Vidal         | Peter Schiff       |
| Dr. Lamar                          | Xander Berkeley    | Norbert Gescher    |
| Anton Freeman, Bruder von Vincent  | Loren Dean         | Torsten Michaelis  |
| Vincent Freeman als Jugendlicher   | Chad Christ        | Timmo Niesner      |
| Vincent Freeman als Kind           | Mason Gamble       | N. N.              |
| Anton Freeman als Jugendlicher     | William Lee Scott  | Julien Haggège     |
| Anton Freeman als Kind             | Vincent Nielson    | N. N.              |
| Marie Freeman, Mutter von Vincent  | Jayne Brook        | Susanna Bonasewicz |
| Antonio Freeman, Vater von Vincent | Elias Koteas       | Erich Räuker       |
| Genetiker                          | Blair Underwood    | Martin Keßler      |
| Caesar, Leiter der Putzkolonne     | Ernest Borgnine    | Wolfgang Völz      |
| German, Genom-Makler               | Tony Shalhoub      | Stefan Staudinger  |
| Detective Hugo, Kriminalpolizist   | Alan Arkin         | Christian Brückner |
| Gattaca-Fitnesstrainerin           | Gabrielle Reece    | N. N.              |
| Mission Commander                  | Lindsey Lee Ginter | N. N.              |

## Hintergrund
- Gattaca war das Regiedebüt von Andrew Niccol, dem Drehbuchautor von Die Truman Show. Der Film folgt der Tradition von Werken wie Flucht ins 23. Jahrhundert und THX 1138 (Erstlingswerk von George Lucas), die sich ebenfalls kritisch mit der gesellschaftlichen und politischen Entwicklung auseinandersetzen und versuchen, die daraus resultierenden Gefahren in teilweise düsteren Zukunftsvisionen aufzuzeigen.
- Die Dreharbeiten fanden unter anderem in Barstow, Kalifornien, statt. Die Innenaufnahmen entstanden zum Teil im Marin County Civic Center, erbaut in den Jahren 1957–66 vom US-amerikanischen Architekten Frank Lloyd Wright. Im Hintergrund sind die startenden Raumfahrzeuge im gewölbten Glasdach zu sehen.[4]
- Ein Teil des Films wurde im Sonnenwärmekraftwerk Kramer Junction Solar Electric Generating Station in Kalifornien gedreht.
- Der Titel „Gattaca“ ist aus den Abkürzungen der vier Nukleinbasen der DNS zusammengesetzt: A für Adenin, C für Cytosin, G für Guanin und T für Thymin. Die Abfolge dieser Basen als GATTACA kann oft in der menschlichen DNA gefunden werden. Im Vor- und Abspann sind diese Buchstaben in den Namen der Akteure hervorgehoben. Auch im Film selbst finden sich immer wieder Anspielungen auf das menschliche Erbgut, an dessen Güte in der Welt von Gattaca der Wert jedes Menschen ablesbar sein soll; so zum Beispiel die Wendeltreppe in Jeromes Haus, die sich an die Struktur der Doppelhelix anlehnt. Jeromes Zweitname – Eugene – ist griechischen Ursprungs und bedeutet wörtlich übersetzt „gute Geburt“ (im Sinne von: von guter Herkunft): Jerome hat also gute Anlagen von Geburt an und könnte es wegen seines „unübertroffenen genetischen Quotienten“ in der Welt von Gattaca weit bringen.
- Dadurch, dass Vincent am Ende des Films seinen Traum verwirklicht und ins All reist, verliert das in Gattaca dargestellte Gemeinwesen seine Glaubwürdigkeit. Er ist der „Fehler im System“, der bisher im Konflikt mit der dargestellten Gesellschaft gestanden hat. Sein Erfolg beweist, dass das Leben eines Individuums nicht allein durch die Gene determiniert ist und somit auch jene, die aufgrund ihres genetischen Hintergrunds verstoßen und diskriminiert werden, ihren Lebenstraum realisieren können. Dadurch wird das gesamte gesellschaftliche System von Gattaca infrage gestellt.[5]

## Kritiken
„Ein elegisch erzählter Science-Fiction-Thriller als anklagende Parabel über die die Menschlichkeit zerstörende Gen-Manipulation. In verstörend schönen Bildern spannend erzählt, konzentriert sich der Film ganz auf die zutiefst menschliche Botschaft und die ausdrucksstarken Charaktere.“

„Dieser formal wie inhaltlich vorzüglich gestaltete Sciencefiction-Thriller ist das Regiedebüt von Andrew Niccol, dem Drehbuchautor von Die Truman Show. Endlich mal ein Film, der absolut durchdacht ganz in der Tradition von Filmen wie ‚Flucht ins 23. Jahrhundert‘ und ‚THX 1138‘ steht und eine durchaus denkbare Zukunftsvision vorstellt.“

Die Frankfurter Allgemeine Zeitung lobte die Darstellungen der Schauspieler und beschrieb den Film als eine Zukunftsvision, die „deshalb so beklemmend ist, weil sie sich in ihrer Ausstattung nur in Nuancen von der Gegenwart unterscheidet“.

## Auszeichnungen
| Preise                                                         | Preise                                            | Preise                                    | Preise    |
| Preis                                                          | Kategorie                                         | Name                                      | Resultat  |
| -------------------------------------------------------------- | ------------------------------------------------- | ----------------------------------------- | --------- |
| Academy Award                                                  | Oscar/Bestes Szenenbild                           | Jan Roelfs Nancy Nye                      | Nominiert |
| ADG Award                                                      | Bestes Szenenbild                                 | Jan Roelfs Sarah Knowles Natalie Richards | Nominiert |
| Bogey Award                                                    | Bogey Award                                       | Bogey Award                               | Gewonnen  |
| Gérardmer Film Festival                                        | Spezialpreis der Jury                             | Andrew Niccol                             | Gewonnen  |
| Gérardmer Film Festival                                        | Fun Trophy                                        | Andrew Niccol                             | Gewonnen  |
| 55. Golden Globe Awards                                        | Golden Globe Award Beste Musik                    | Michael Nyman                             | Nominiert |
| Hugo Awards                                                    | Hugo Award Best Dramatic Presentation             | Andrew Niccol                             | Nominiert |
| London Film Critics’ Circle Awards                             | London Film Critics Circle Awards Bestes Drehbuch | Andrew Niccol                             | Gewonnen  |
| Pariser Filmfestival                                           | Grand Prix                                        | Grand Prix                                | Nominiert |
| Satellite Awards                                               | Bestes Szenenbild                                 | Jan Roelfs                                | Nominiert |
| Saturn Awards                                                  | Saturn Award beste Kostüme                        | Coleen Atwood                             | Nominiert |
| Saturn Awards                                                  | Saturn Award Beste Musik                          | Michael Nyman                             | Nominiert |
| Saturn Awards                                                  | Bester Home Video Release                         | Bester Home Video Release                 | Nominiert |
| Sitges Festival Internacional de Cinema Fantàstic de Catalunya | Bester Film                                       | Andrew Niccols                            | Gewonnen  |
| Sitges Festival Internacional de Cinema Fantàstic de Catalunya | Bester originaler Soundtrack                      | Michael Nyman                             | Gewonnen  |